# Michiel Dieleman
Michiel Dieleman, né le 29 avril 1990, est un coureur cycliste belge.

## Biographie
Il remporte le classement final de la Coupe de Belgique 2014, devant ses coéquipiers de Smartphoto Davy De Scheemaeker et Davy Commeyne.
En 2016, il rejoint l'équipe continentale belge Cibel-Cebon. 
Pour sa deuxième saison au sein de Cibel-Cebon en 2017, il bénéficie d'un contrat professionnel. Au mois de juillet, il remporte le deuxième étape du Tour de Liège, en devançant au sprint le spécialiste du cyclo-cross Laurens Sweeck, et endosse temporairement le maillot jaune de leader. La même année, il termine sixième du PWZ Zuidenveldtour, aux Pays-Bas.
Au printemps 2018, Michiel Dieleman est élu coureur le plus combatif du Tour du Finistère et termine cinquième de l'Arno Wallaard Memorial. En été, il se classe sixième de l'Internationale Wielertrofee Jong Maar Moedig, troisième de l'Omloop Van de Gemeente Melle, puis remporte l'interclub du Grand Prix de la ville de Saint-Nicolas, où il devance quatre de ses coéquipiers de Cibel-Cebon. Peu de temps après, il gagne le classement général du Tour de Liège, sa plus belle victoire.
En aout 2019, il termine dix-septième du Grand Prix de la ville de Zottegem.

## Palmarès
- 2014
  - Coupe de Belgique
  - 2e de l'Omloop van de Braakman
- 2015
  - Wim Hendriks Trofee
- 2016
  - 2e du Grand Prix Marcel Kint
- 2017
  - 2e étape du Tour de Liège
- 2018
  - Grand Prix de la ville de Saint-Nicolas
  - Tour de Liège

## Classements mondiaux
| Année           | 2016 | 2017   | 2018 |
| --------------- | ---- | ------ | ---- |
| UCI Europe Tour | 916e | 1 326e | 954e |
| UCI Asia Tour   | 558e |        |      |